# Wang Zheng (atleta, 1987)
Wang Zheng (en chino: 王峥, Xian, 14 de diciembre de 1987) es una deportista china que compite en atletismo, especialista en la prueba de lanzamiento de martillo.
Participó en tres Juegos Olímpicos de Verano, entre los años 2008 y 2020, obteniendo una medalla de plata en Tokio 2020, en el lanzamiento de martillo.
Ganó tres medallas en el Campeonato Mundial de Atletismo entre los años 2013 y 2019.

## Palmarés internacional
| Juegos Olímpicos   | Juegos Olímpicos      | Juegos Olímpicos  | Juegos Olímpicos |
| Año                | Lugar                 | Medalla           | Prueba           |
| ------------------ | --------------------- | ----------------- | ---------------- |
| 2020               | Tokio (Japón)         | Medalla de plata  | Martillo         |
| Campeonato Mundial |                       |                   |                  |
| Año                | Lugar                 | Medalla           | Prueba           |
| 2013               | Moscú (Rusia)         | Medalla de bronce | Martillo         |
| 2017               | Londres (Reino Unido) | Medalla de plata  | Martillo         |
| 2019               | Doha (Catar)          | Medalla de bronce | Martillo         |